# Evolución fonética y fonológica del latín al castellano
El español es una lengua romance, cuya lengua madre es el latín. Si bien el latín oral (latín vulgar) ya había experimentado cambios en materia fonética respecto al latin escrito (clásico), la caída del Imperio Romano de Occidente y la disgregación político-cultural del Imperio favorecerá que las diferentes variedades del latín comiencen su andadura diacrónica con mayor libertad.  
Gradualmente, la norma escrita y el latín eclesiástico se alejaron de la lengua hablada por las gentes, el romance, llegando al punto de ser ininteligible para las clases bajas. A este proceso de evolución desde el latín hasta el romance lo llamamos diacronía y, en tanto en cuanto afecta a la fonética (fonemas) y su evolución, diacronía fonética. Es a través de esta diacronía fonética que podemos registrar la evolución gradual de los términos o étimos latinos hasta su resultado actual o sincrónico. 

Esta evolución no fue igual en todas las variedades romances, ya que cada variedad realizó cambios comunes pero innovaciones particulares (innovaciones patrimoniales), razón por la cual las lenguas romances comenzaron a diferenciarse entre ellas si bien durante una fase protorromance y después altomedieval compartían una mayor similitud que a día de hoy.

## Fonética y prosodia latina

### El origen del alfabeto latino
El alfabeto es un sistema de escritura donde cada sonido o fonema de una lengua está representado por un signo gráfico distinto. El alfabeto fue inventado por los antiguos fenicios hacia el año 1200 a.C., los cuales puede que se inspirasen en los jeroglíficos egipcios. El alfabeto latino empezó a usarse en el siglo VI a.C., y procede del alfabeto de los etruscos, los cuales habían adoptado el alfabeto griego con pequeñas modificaciones.
En el periodo clásico de la lengua latina, el alfabeto constaba de 23 letras, dos de las cuales (la Y y la Z), fueron tomadas directamente del alfabeto griego, y fueron añadidas posteriormente para poder transcribir términos de esta lengua. 
En principio, se usaba el método de escritura bustrófedon (de boustrophedon “vuelta al buey”), que consistía en escribir un renglón de izquierda a derecha, el siguiente de derecha a izquierda y así sucesivamente. A partir del siglo IV a.C., se utilizó un nuevo sistema de escritura llamado de orientación dextrógira, es decir, la escritura de izquierda a derecha. En su origen, se usaba únicamente el alfabeto en letras mayúsculas y los latinos lo llamaban quadratae (“capitales”). El uso de las minúsculas se generalizó en la Edad Media. 
N.B:la evolucion de los sustantivos y adjetivos su produce a partir del acusativo, caso delas que dedujeron todos los casos.

### El alfabeto latino
El alfabeto latino en el periodo clásico consta de las 23 siguientes: 
A a [a], B b [b], C c [k], D d [d], E e [e], F f [f], G g [g], H h [h], I i [i, j], K k [k], L l [l], M m [m], N n [n], O o [o], P p [p], Q q [ku], R r [r], S s [s], T t [t], V u [u, w], X x [ks], Y y [y], Z z [dz]

### Las vocales
El sistema vocálico latino está formado por 5 fonemas vocálicos propiamente: A, E, I, O, U, y uno más proveniente del alfabeto griego: Y, que se pronunciaba como una “u” cerrada francesa.
El sistema vocálico del español se diferencia con el latino en que en el sistema vocálico latino cada una de las vocales puede ser larga o breve, es lo que se conoce con el nombre de cantidad vocálica. En la pronunciación, una vocal larga duraba el doble que una breve. En los libros de lengua latina y en los diccionarios de latín, la cantidad aparece marcada con un trazo recto (-) sobre la vocal correspondiente si se trata de una vocal larga y con un trazo curvo si se trata de una vocal breve.
● Vocales largas: ā, ē, ī, ō, ū
● Vocales breves: ă, ĕ, ĭ, ŏ, ŭ 

### Los diptongos
En latín, durante el periodo clásico, existían únicamente 3 diptongos: AE, AU, OE. También se puede encontrar el diptongo EU y excepcionalmente en la declinación de los pronombres se encuentran las formas huic y cui, que presentan el diptongo UI. Las demás combinaciones vocálicas no forman diptongo nunca.

### Las semiconsonantes
En latín las vocales I y U pueden funcionar como vocales o como semiconsonantes: 
● Funcionan como vocales cuando constituyen la única vocal de su sílaba y son, por tanto, su núcleo.
● Funcionan como semiconsonantes cuando inician la sílaba y van seguidas de otra vocal, es decir, no cumplen la función de núcleo silábico.
● La I se pronuncia parecido a una J cuando es seguido de una vocal, o cuando está entre dos vocales.

### Las consonantes
En la época clásica el latín tenía 16 fonemas consonánticos propiamente latinos y uno proveniente del alfabeto griego, la Z. Las consonantes latinas se pueden clasificar de la siguiente manera: según el modo de articulación y según su punto de articulación.
Según el modo de articulación pueden ser:
● Oclusivas: b, p, d, t, g, c, gu, qu.
● Nasales: m, n.
● Fricativas: f, s, h.
● Laterales: l.
● Vibrantes: r.
Según el punto de articulación pueden ser:
● Labiales: b, m (sonoras) y p (sorda)
● Dentales: d, n, f (sonoras) y t (sorda)
● Palatales: l, r (sonoras) y s (sorda)
● Velares: g (sonora) y c, h (sordas)
● Labiovelares: gu (sonora) y qu (sorda)

### Las grafías dobles y dígrafos
En latín existen las siguientes grafías dobles y dígrafos:
● qu/gu: son las grafías de las consonantes labiovelares
● ch: es la transcripción de la χ griega
● ph: es la transcripción de φ la griega
● th: es la transcripción de la θ griega.

### Prosodia
La cantidad vocálica hace referencia a la duración de los sonidos. La cantidad de la vocal se representa mediante la escritura de un trazo sobre ellas: un trazo recto sobre las vocales largas, mostrando que la duración es el doble que en las vocales breves; y un trazo curvo para identificar las vocales breves.
La cantidad silábica depende normalmente de la cantidad de su vocal. Una vocal puede ser larga o breve por naturaleza o por posición. La cantidad por naturaleza, generalmente, solo podemos conocerla consultándola en el diccionario. La cantidad por posición puede conocerse de dos modos: son siempre largas las vocales que parecen en sílaba trabada, es decir, las vocales que se encuentran en una sílaba que termina en consonante; y son siempre breves las vocales seguidas de otra vocal que no forme diptongo.
En cuanto a la acentuación latina debemos saber que el acento gráfico no existe, es decir, la tilde, pero sí el acento tónico o de intensidad. En latín no existen las palabras agudas, por lo que las palabras formadas con dos sílabas tienen siempre la sílaba tónica en la penúltima y, por tanto, siempre serán llanas. El acento lo determina la cantidad de la vocal de la penúltima sílaba, así tenemos que:
● En las palabras de más de dos sílabas, si la vocal de la penúltima sílaba es larga, lleva el acento y, por tanto, es llana.
● En las palabras de más de dos sílabas, si la vocal de la penúltima sílaba es breve, lleva el acento en la sílaba anterior (la antepenúltima) y, por tanto, es esdrújula.

## Evolución del latín al español
Las palabras latinas evolucionan al español desde el acusativo singular y la –m final de acusativo singular desaparece (poenam>pena, rosam>rosa, unam>una.) En cambio, la -s de acusativo plural en final de palabra se mantiene en español como morfema gramatical que indica plural; también se mantiene la desinencia verbal –s que indica segunda persona del singular (consules>cónsules, rosas>rosas, amas>amas).
El resto de consonantes en posición final de palabra tendieron a desaparecer, excepto las consonantes R - M- y L (estos tres casos los estudiaremos al hablar de la evolución de las consonantes). Ejemplo: amat>ama, narrant>narran, ad>a.  

### Cambios vocálicos
● Las vocales altas breve se hacen vocales medias (u>o, i>e) Ejemplo: lupus>lobo, minus>menos, musca>mosca.
● Las vocales medias breves, que se pronunciaban como abiertas, se convierten en diptongos en posición acentuada(e>ie, o>ue). Ejemplo: terra>tierra, focu>fuego, mola>muela. Hay algunas excepciones de esta regla cuando se producen en contacto con ciertos sonidos palatales, que impiden su diptongación. Ejemplo: la palabra nocte evoluciona a noche y no a “nueche”. 
● La vocal final -e se pierde precedida por una sola consonante dental o alveolar. La -e- en plural no se pierde, pues no está en final de palabra. Ejemplo: pane>pan
● Los diptongos latinos evolucionan de la siguiente manera: au>o, ae>e, oe>e. Ejemplo: tauru>toro, poenam>pena, praemium>premio. Estas evoluciones no ocurren en los cultismos (del término tauru deriva la palabra tauromaquia)
● El acento recae sobre la última o penúltima sílaba, así muchas veces la vocal de la sílaba pretónica o postónica se pierde. Ejemplo: tabula>tabla
● Hay terminaciones que pierden su vocal interna y dan lugar a evoluciones especiales. La terminación -mine evoluciona así: -mine>mne>mre (proceso de disimilación)>mbre (epéntesis). Ejemplo: homine>homne>homre>hombre. Y la terminación -cul evoluciona de la siguiente manera: /k’l/>ʒ/>>/x/. Ejemplo: speculu>espejo

### Cambios consonánticos
● Las consonantes geminadas han pasado al español las consonantes simples correspondientes. Ejemplo: bucca>boca, gutta>gota, saccu>saco. Hay, sin embargo, tres excepciones, los de las consonantes alveolares geminadas -nn-, -ll- y -rr-. La -nn- geminada se convierte en la nasal palatal -ñ-, la -ll- en la lateral palatal -ll- y la -rr- se mantiene como vibrante múltiple en oposición a la vibrante -r-. Ejemplo: annu>año 
● Las oclusivas sordas simples se hacen sonoras en posición intervocálica o entre vocal y líquida. Ejemplo: acutam>aguda, lupu>lobo. Cuando nos encontramos con una consonante oclusiva sorda en español deducimos que vendrá la evolución de una geminada y no de una oclusiva sorda. Ejemplo: cupa>cuba frente coppa>copa.
● El fonema labiodental /v/ no existía en latín. Diferencia entre /b/ oclusiva medieval procedente de la /p/ latina y la /β/ originaria entre la unión de /b/ y /u/ latinas.
● Las oclusivas sonoras intervocálicas se pierden frecuentemente.Ejemplo: frigidu>frío, digitu>dedo
● La “f-” inicial latina se aspira en el castellano medieval y se pierde en el español. Ejemplo: farina>[harína]>[arína] harina, ficum>higo
- Los grupos consonánticos pl, cl y fl en posición inicial evolucionan a ll. Ejemplo: pluvia>lluvia, clamare>llamar, flama>llama. En algunas palabras el grupo fl- se mantiene.[7]

- Ante otra consonante, la /k/ final de sílaba ante otra consonante se debilita en la semivocal [i], que a su vez palataliza a ciertas consonantes. Ejemplo: nocte>/nói̯te/>noche, factu>/fai̯to/>/fei̯to/>hecho.[7]

- El grupo “-li-” y “-le-” antes de vocal evoluciona por palatalización y deslateralización a /ʒ/, luego ensordece a /ʃ/ y al final evoluciona a /x/. Ejemplo: filia>/fíli̯a/>/fíʎa/>/híʒa/>/íʃa/>/íxa/ hija.[7]

- El grupo “-ni-” y “-ne-” antes de vocal evoluciona a “ñ”. Ejemplo: vinea>viña.[7]

### Otros cambios fonéticos
La disimilación es una acción ejercida por un sonido sobre otro de la misma palabra en el cual provoca la alteración o eliminación de estos sonidos.
La metátesis es el cambio de posición de los sonidos dentro de la palabra, generalmente debido a causas fonológicas. Hay dos tipos de metátesis: la recíproca y la sencilla. Por ejemplo: la palabra viddus latina no evoluciona a "viduo", sino a viudo.